# San Cristóbal de las Casas
San Cristóbal de las Casas ist eine Stadt im zentralen Hochland von Chiapas, dem südlichsten Bundesstaat Mexikos. Die Stadt liegt in der Sierra Madre de Chiapas auf 2100 m Höhe und ist Verwaltungssitz des gleichnamigen Municipio San Cristóbal de las Casas sowie des Bistums San Cristóbal de Las Casas. Sie wurde als Pueblo Mágico ausgezeichnet.

## Bevölkerung
Das Bergland um San Cristóbal wird hauptsächlich von Mayas bewohnt. In den vom Maya-Stamm der Tzotzil bewohnten Ortschaften im Norden und Nordwesten San Cristóbals wie Chamula und Zinacantán werden zum Teil noch indigene Traditionen und Lebensweisen bewahrt und gepflegt. Die Bewohner dieser Dörfer sprechen häufig, wenn überhaupt, Spanisch nur als erste Fremdsprache.

## Geschichte
Die Stadt wurde 1528 als Villa Real de Chiapa gegründet. Nach einigen Namensänderungen hieß die Stadt seit 1829 San Cristóbal; die Ergänzung de las Casas wurde 1848 angefügt, um Bartolomé de Las Casas zu gedenken, einem spanischen Dominikaner, der als Bischof von Chiapas in der Kolonialzeit für die Rechte der indigenen Bevölkerung eintrat. Die Stadt ist weltberühmt für ihre Kolonialarchitektur mit der Klosterkirche Santo Domingo (1547–60) sowie der aus dem 16. Jahrhundert stammenden Klosterkirche und eines der wichtigsten touristischen Ziele in Chiapas. Sie fungierte bis 1892 als Hauptstadt von Chiapas, in welchem Jahr sie in dieser Funktion von Tuxtla Gutiérrez abgelöst wurde.
Anfang 1994 geriet San Cristóbal de las Casas kurzzeitig in den Fokus der Weltöffentlichkeit, als dort die Zapatisten ihren Aufstand begannen, organisiert in der EZLN, die sich für die Rechte der indigenen Bevölkerung einsetzt und den Folgen der Globalisierung kritisch gegenübersteht. San Cristóbal wurde ab dem 1. Januar drei Tage von den Zapatisten besetzt, bis sie von der mexikanischen Armee verdrängt wurden. Die Zapatisten zogen sich darauf ins umliegende Bergland und in die Urwälder an der Grenze zu Guatemala zurück.

## Sehenswürdigkeiten
- Bernsteinmuseum (Museo del Ámbar)
- Centro de Textiles del Mundo Maya
- Kathedrale
- Kirche Santo Domingo
- Franziskanerkirche San Francisco
- Klosterkirche de la Merced
- Museum und Kulturzentrum Na Bolom
- Stadttor Arco del Carmen
- Kirche der Jungfrau von Guadalupe

## CIDECI
In San Cristóbal de Las Casas hat die CIDECI (Centro Indígena de Capacitación Integral – Indigenes Zentrum zur integralen Ausbildung) ihren Sitz, eine gemeinnützige Organisation, die sich vor allem der Ausbildung indigener Jugendlicher aus den umliegenden Gemeinden widmet.

## Galerie

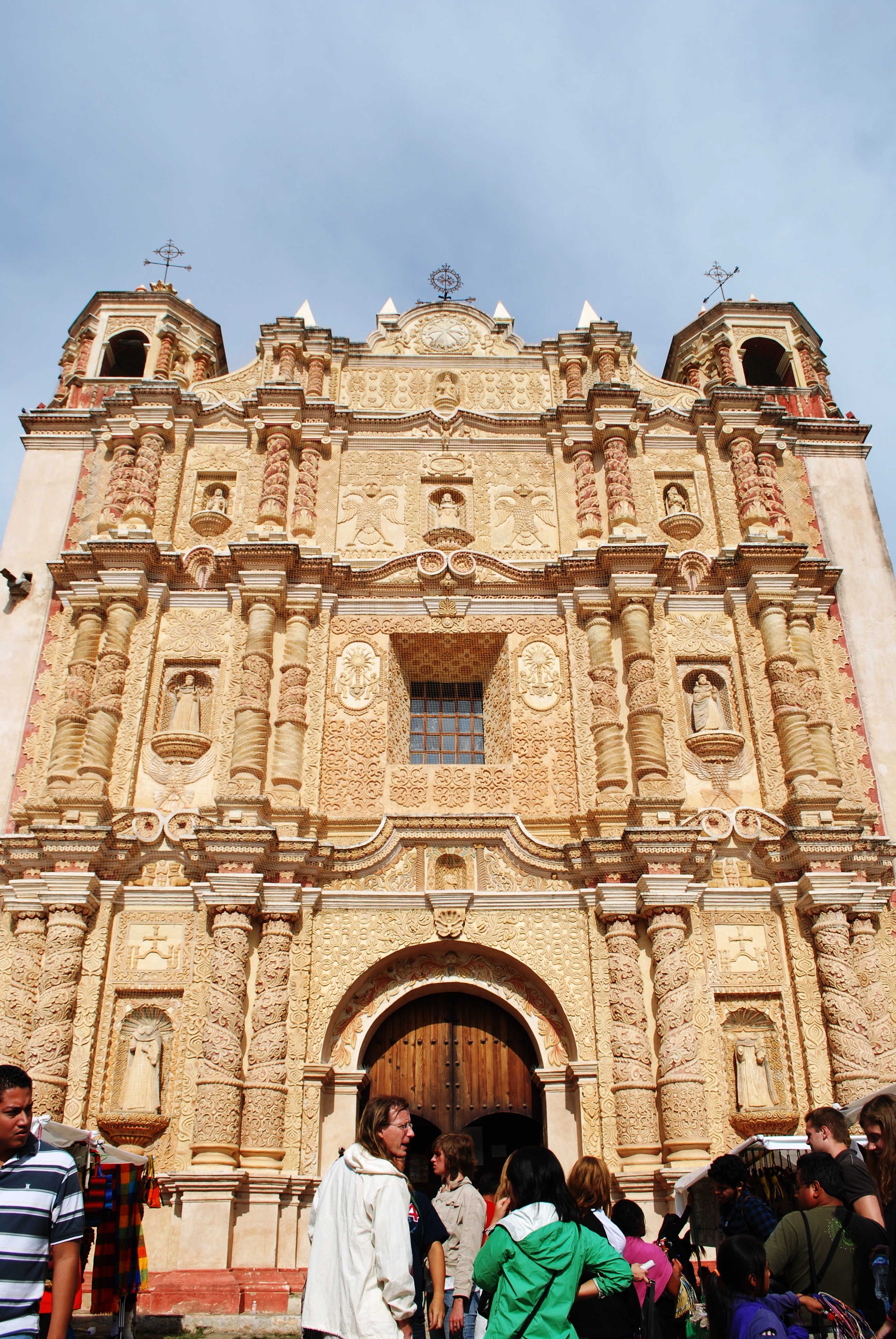
Kirche Santo Domingo
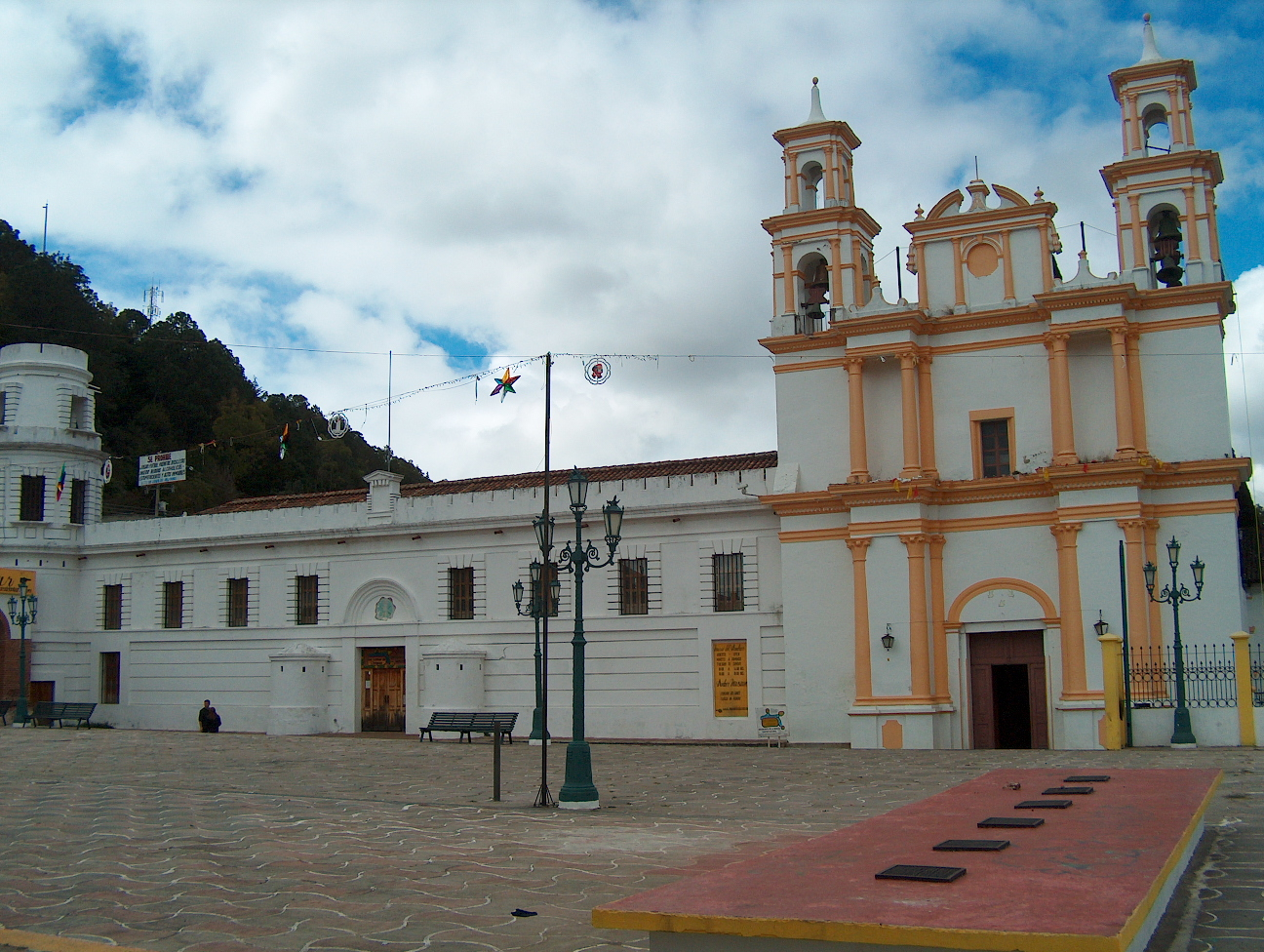
Klosterkirche de la Merced
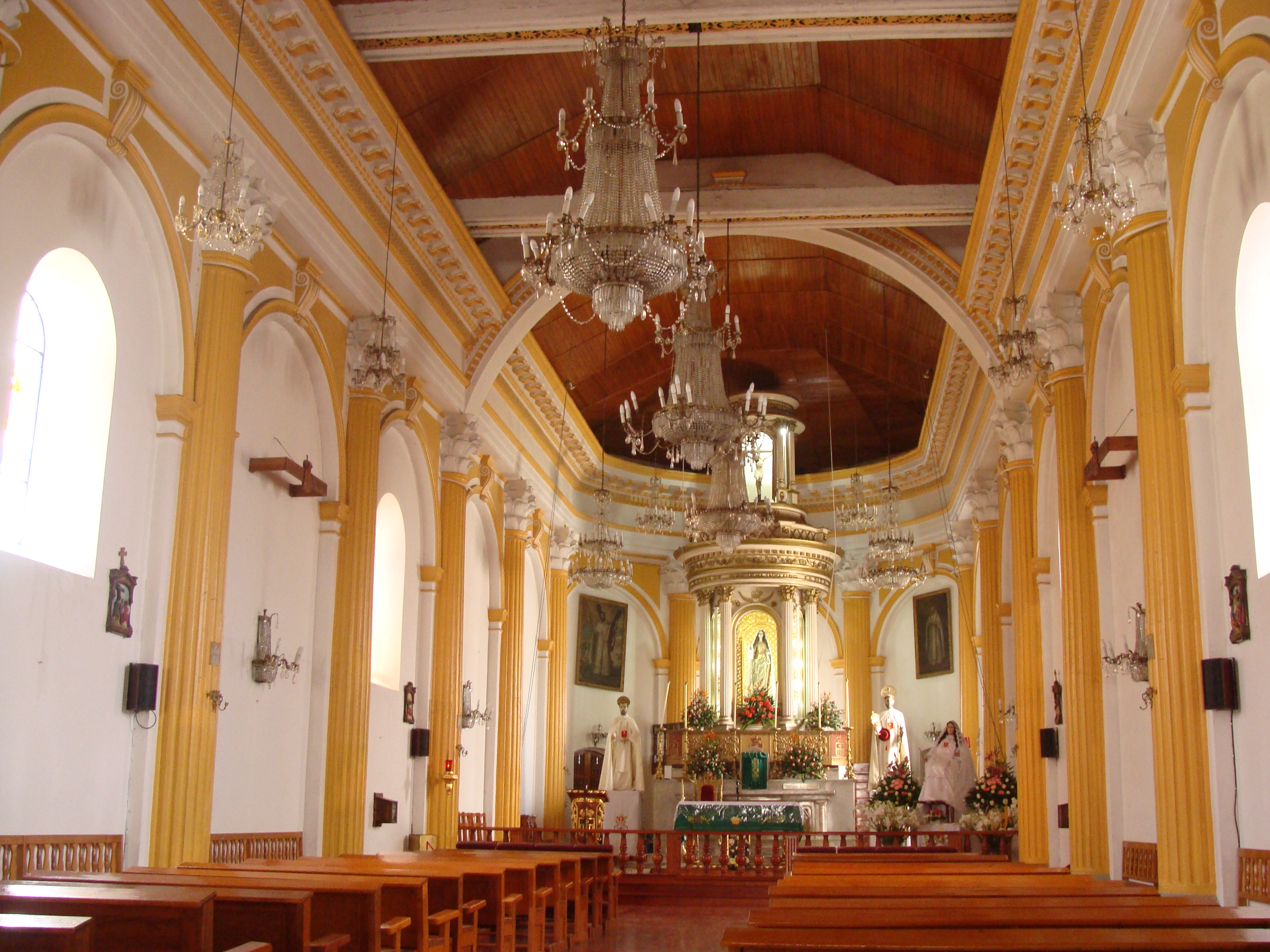
Das Innere der Klosterkirche de la Merced
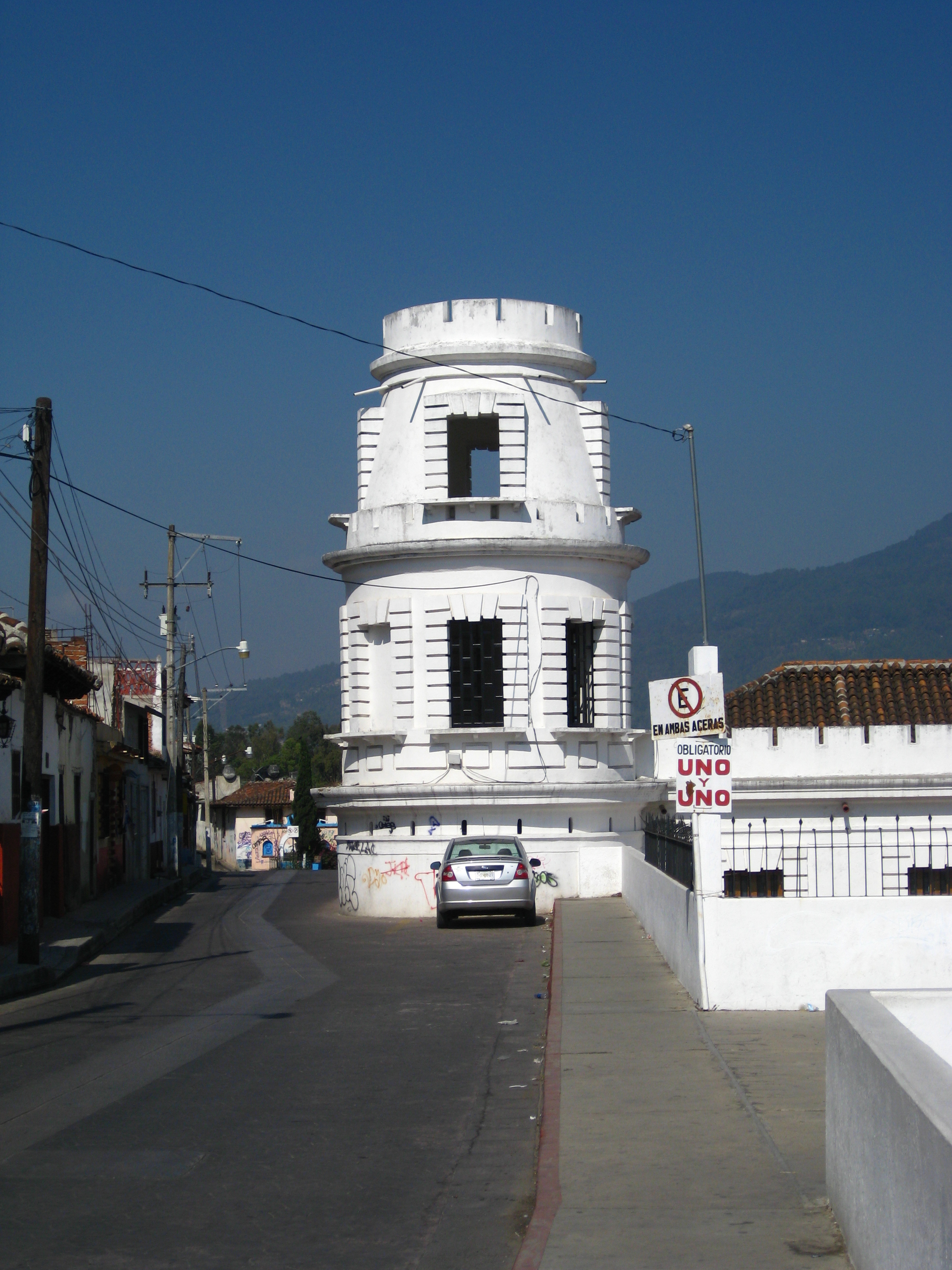
Turm des Museo del Ámbar
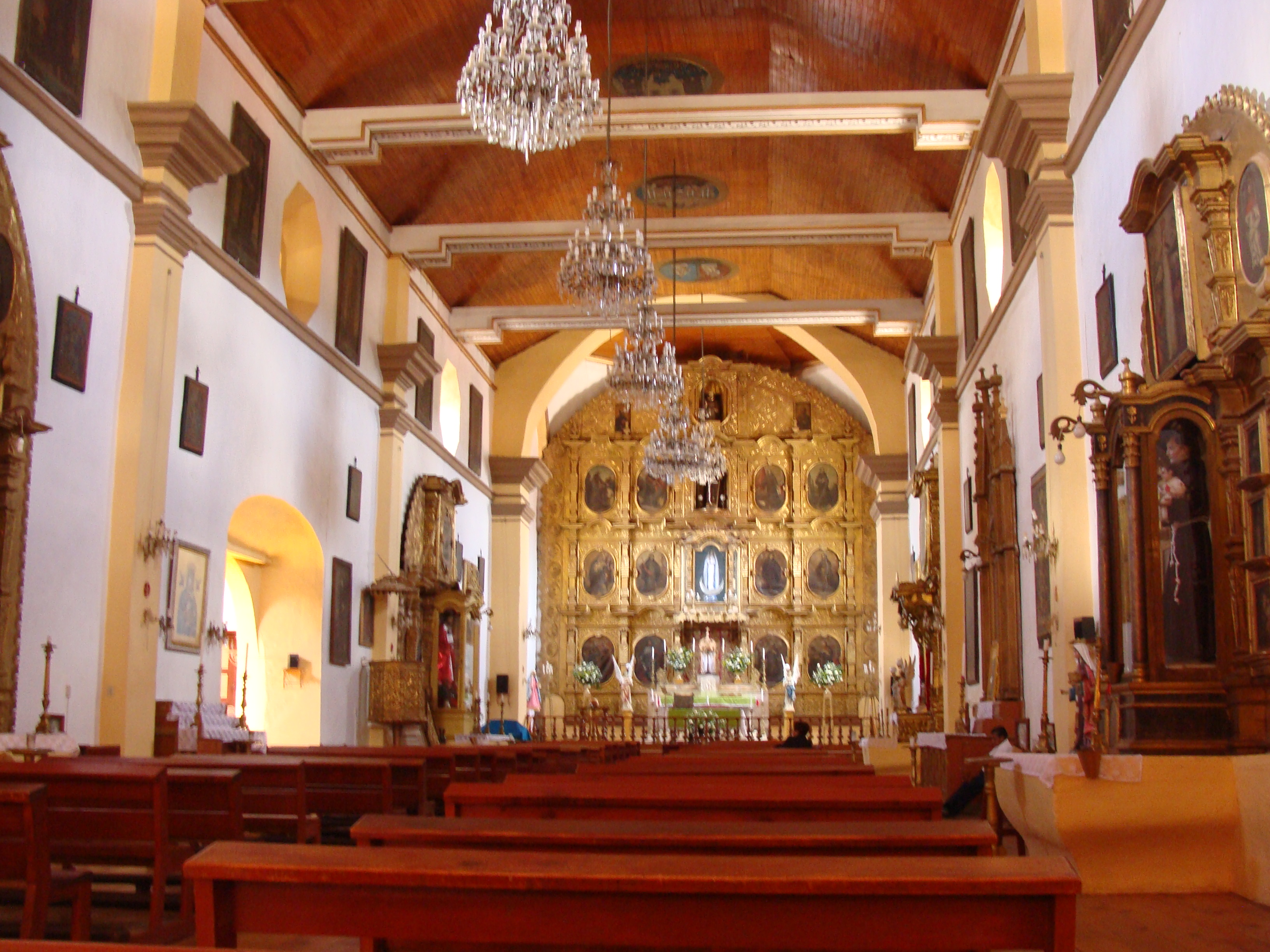
Kirche San Francisco
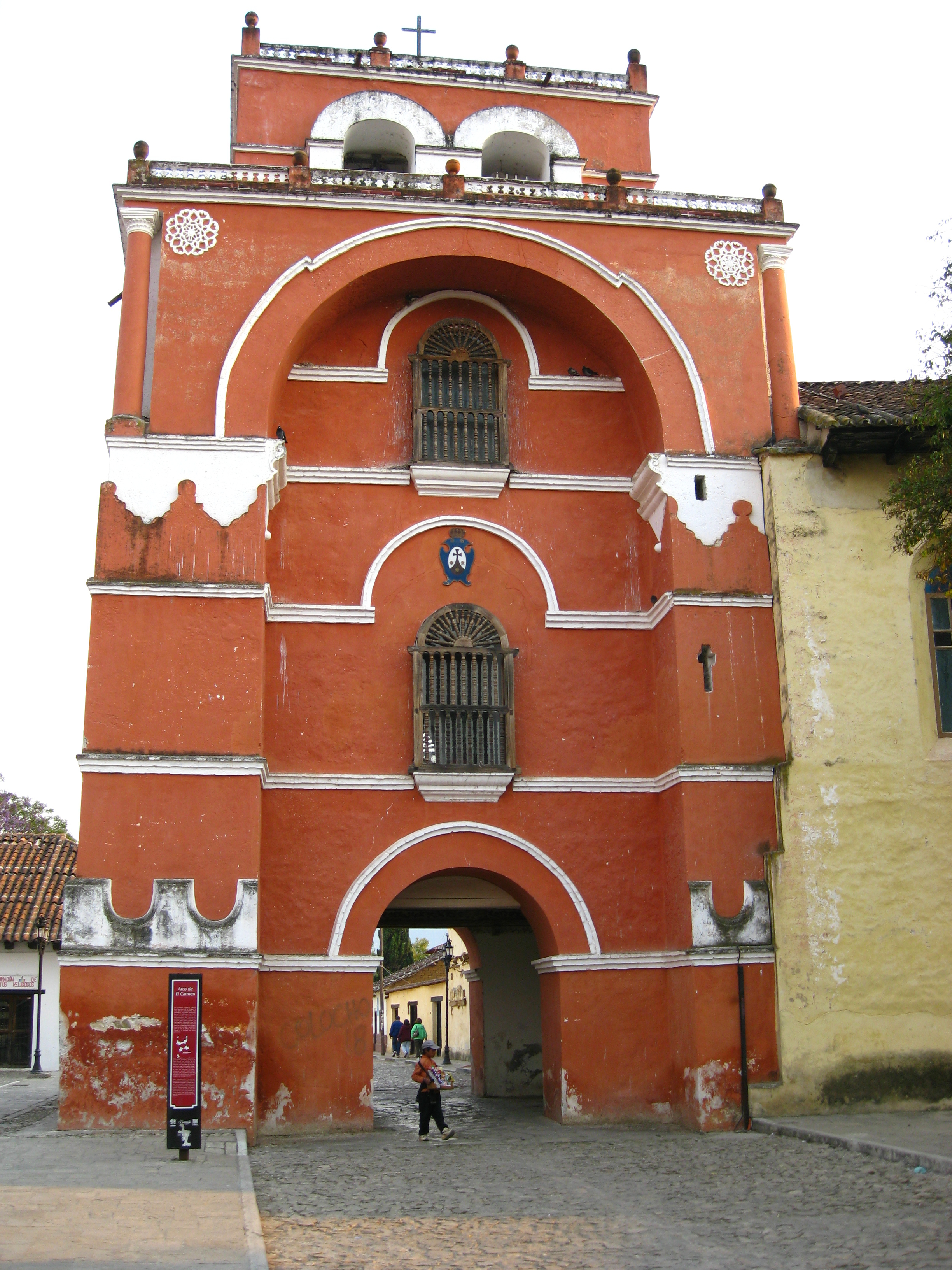
Arco del Carmen
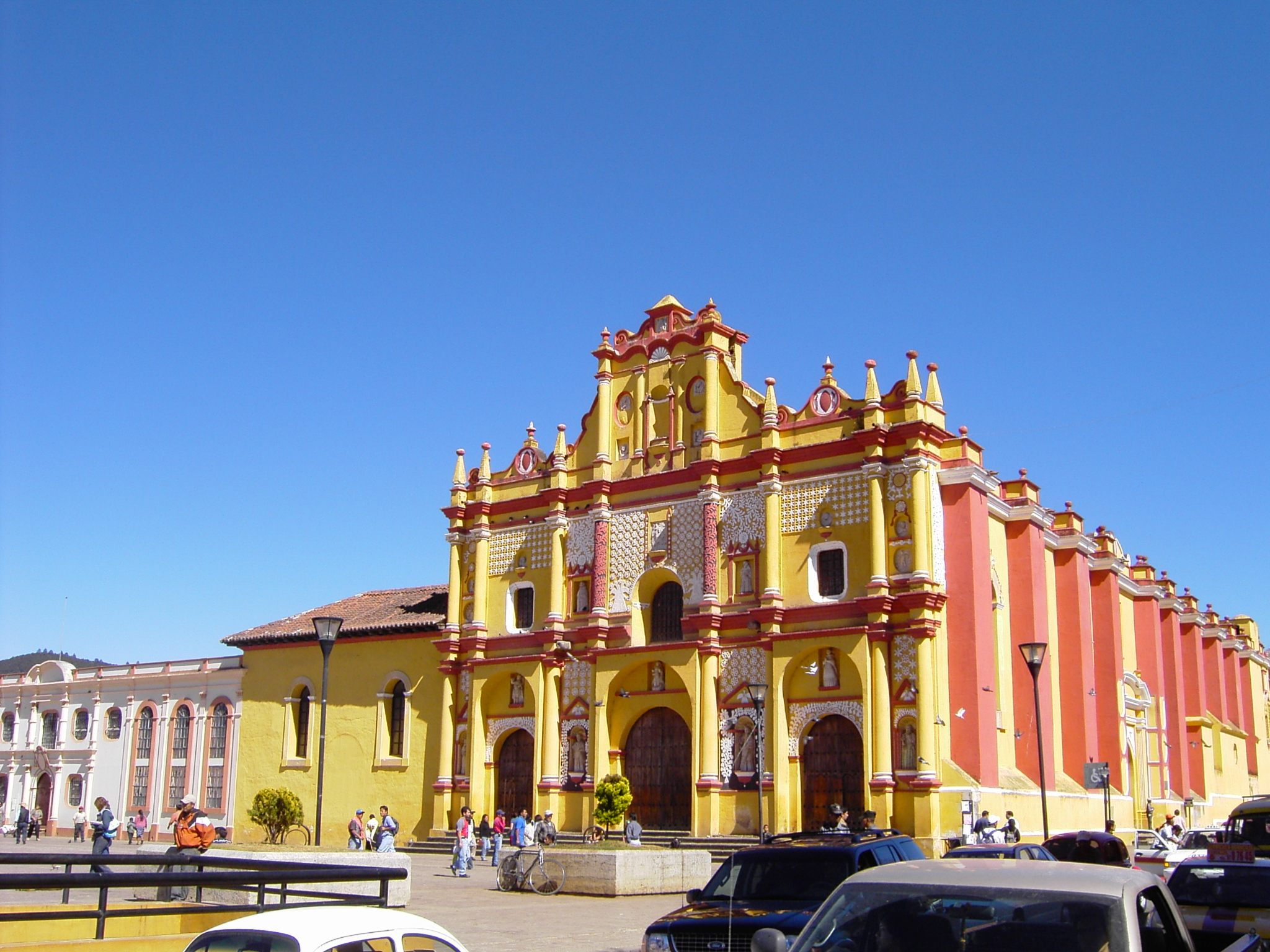
Kathedrale von San Cristóbal
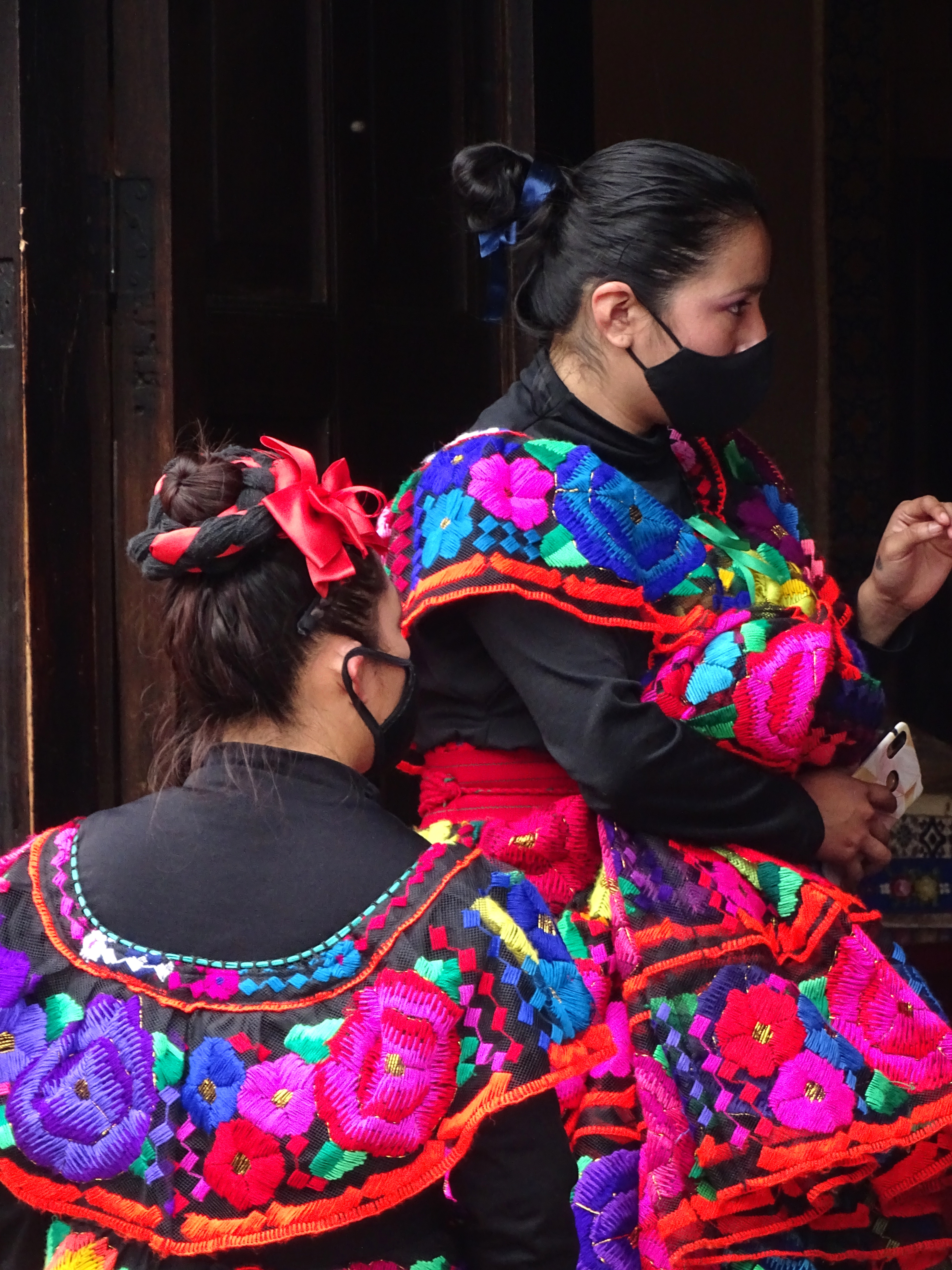
Restaurant-Server im bunten Kleid

## Persönlichkeiten
- Guido Münch Paniagua (1921–2020), Astrophysiker und Astronom
- Samuel Ruiz García (1924–2011), Bischof und Friedensaktivist